# アーストロン
アーストロンは、円谷プロの特撮テレビドラマ『帰ってきたウルトラマン』をはじめとする「ウルトラシリーズ」および『レッドマン』に登場する架空の怪獣。凶暴怪獣の別名を持つ。

## 解説
『帰ってきたウルトラマン』第1話で初登場。
がっしりとした四肢に長い尾を持ち、二足歩行を行う。体表は青みがかった黒灰色でゴツゴツとしており、頭頂部にカーブを描くように生えている鋭い刃物状の一本角が特徴。弱点でもある一本角が目立つ一方、背びれが目立たない点以外は、ゴジラをややスマートにしたような外見である。
デザインは池谷仙克。デザイン画では腹部が乳白色であった。
初代の造形は、後にゴジラを手掛ける安丸信行が担当した。広く突き出た額は、安丸が手掛ける怪獣独自の特徴とされている。

## 『帰ってきたウルトラマン』に登場するアーストロン
『帰ってきたウルトラマン』第1話「怪獣総進撃」に登場。
ウルトラマンジャックが実体化した後、最初に戦う怪獣。怪力と口から吐き出すマグマ光線と鉄の2000倍の強度を持つ尻尾を武器とする。また、マットアローのミサイルをも撥ね返す鋼鉄のように頑丈な皮膚を持つ。
朝霧山に出現し、マグマ光線で周辺の山村を焼き払う。異変を察知して現れたジャックと格闘になり、弱点の角を折られて逃走を試みるものの、頭部にスペシウム光線を受けた後、そのまま火口へ転落して噴火に巻き込まれ、爆死する。
- スーツアクター：遠矢孝信（ノンクレジット）[12][2]
  - 当初はJFAの若手俳優が演じていたが、ジャックのデザインにNGが出た（詳細は帰ってきたウルトラマン#デザイン・造形を参照）ことから撮り直しとなり、その際に撮影現場を訪れた本編監督の本多猪四郎が元のスーツアクターでは動きに迫力が足りないと指摘したため、遠矢が演じることとなった[13]。
- 第1号怪獣であるため、ゴメスを意識したという説がある[14]。そのため、撮影当初は東宝特美が造形した着ぐるみには角や、腹部にはゴメスのような形状や色合いの装飾が存在していたが、力強さを出すために開米プロによる改造の時点で除去された[14]。当初はデザイン画に準じて腹部が塗り分けられていたが、改修後ではほぼ同色に全体が塗られ、角が白っぽく塗り分けられている[3]。東宝特美で安丸によって造型された着ぐるみは硬くて演技しにくいことから、撮影前に動きやすくしようと改造された[15][4][注釈 2]。なお、改造前の写真が書籍などに掲載された[17]ほか、ソフビ人形や怪獣消しゴムになったこともある。
- 企画段階では「鳴門海峡から現れてジャックを倒し、アーストロンの再襲来の脅威を抱きながら、日々特訓しながら怪獣と戦う」というストーリーになる予定だった[要出典]。
- 着ぐるみは、第8話「怪獣時限爆弾」に登場するゴーストロンに改造された（詳細はリンク先を参照）。

## 『ザ☆ウルトラマン』に登場するアーストロン
テレビアニメ『ザ☆ウルトラマン』第27話「怪獣島浮上!!」に登場。
怪獣墓場から甦り、ゴーストロンやレッドキングらと共に出現してゴキネズラと戦うが、ゴーストロンに腕を齧られる。その後、単体で科学警備隊を攻撃し、最後はマルメ隊員のグレネード・ガンディで倒される。口からマグマ光線を吐く。
- デザインは目の周囲に隈、首から背中にかけて斑がそれぞれあるなど、『帰ってきたウルトラマン』の登場個体とは大きく異なる。また、一部書籍では『帰ってきたウルトラマン』の登場個体と同一なのかは不明とされている[9][20]。

## 『ウルトラマンメビウス』に登場するアーストロン
『ウルトラマンメビウス』第20話「総監の伝言」に登場。
『帰ってきたウルトラマン』の登場個体とは別の個体で、ドキュメントMATに同種族出現の記録が残っている。硬い皮膚と頑丈な骨格を持ち、頭の鋭利な角と口から放射する超高熱のマグマ光線で戦う。
GUYS対怪獣研究所のハーメルンプロジェクトの実験中、地中から出現する。研究所の音響放射装置の誘導音波を共鳴支配したケルビムに操られて共にメビウスと戦うが、サコミズ隊長の操縦するガンブースターに装置を破壊され、洗脳が解ける。戦闘を放棄しようとしたところで尻尾をケルビムに踏まれて逆上し、最後はメビウスブレイブのメビュームナイトブレードで切り倒される。
- スーツアクター：横尾和則[27]
- 操られているだけのアーストロンを単なる悪役にはしたくないという特技監督の鈴木健二の意向により、コメディタッチの描写となった[28]。

### 『ウルトラマンメビウス外伝 超銀河大戦』に登場するアーストロン
『テレビマガジン』版
キング星でレッドキング、バキシム、サラマンドラと共にウルトラマンキングを襲おうとするが、そこにウルトラ兄弟が駆けつけ、ウルトラマンのウルトラスラッシュで倒される。
DXウルトラコクピット版
怪獣墓場で眠っていたが、アークボガールによって目覚めさせられ、GUYSに襲いかかる。

## 『ウルトラギャラクシー大怪獣バトル』に登場するアーストロン
『ウルトラギャラクシー大怪獣バトル』第8話「水中の王者」、第11話「ウルトラマン」に登場。
湖の畔でケルビムと対決し、死んだフリをしてケルビムが油断した隙に耳を引きちぎり、マグマ光線で攻撃して勝利する。しかし、その後に勝ち誇っていたところを水中に潜んでいたエレキングによって湖に引きずり込まれ、そのまま水中戦となるがまったく太刀打ちできず、エレキングの尻尾の放電攻撃によって倒される。
第11話では、カレンの回想シーンで別個体がレッドキングと戦う。
- スーツアクター：西村郎（第8話）、相馬絢也（第11話）
- オープニングではベムスターと対決している。

## 『ウルトラギャラクシー大怪獣バトル NEVER ENDING ODYSSEY』に登場するアーストロン
『ウルトラギャラクシー大怪獣バトル NEVER ENDING ODYSSEY』第3話「大暴走! レイオニックバースト」に登場。
ゼラン星人（RB）に操られ、ナックル星人（RB）のガルベロスと戦うが、敵の幻影攻撃の前に為す術もなく、四方から火炎弾を受けてゼラン星人（RB）を巻き込んで爆死する。
- スーツアクター：岩崎晋弥
- オープニングではゴメスと対決している。

## 『大怪獣バトル ウルトラ銀河伝説 THE MOVIE』に登場するアーストロン
映画『大怪獣バトル ウルトラ銀河伝説 THE MOVIE』に登場。
ウルトラマンベリアルのギガバトルナイザーの力で怪獣墓場から復活し、ベリアルが操る怪獣軍団の1体となって怪獣墓場でウルトラ戦士たちと激突する。主にレイのゴモラと戦い、最後はウルトラマンゼロのゼロスラッガーを受けて絶命する。
- 雑誌連載版
  - 『てれびくん』で連載された漫画版でも、ベリアルが操る怪獣軍団の1体としてウルトラ戦士やゴモラたちに襲いかかり、ウルトラマンダイナと戦うが、最後はゼロの光線を受けて爆散する。
  - 『てれびくん』2009年12月号付録のメガサイズポスターでは、ダイナと戦っている。

## 『ウルトラマンサーガ』に登場するアーストロン
映画『ウルトラマンサーガ』に登場。
バット星人に怪獣墓場から捕獲されて連れて来られた個体。地中からスーパーに出現し、物資を補給中のチームUに襲いかかる。マグマ光線でアンナの操縦するUローダーを撃墜するが、そこへ現れたウルトラマンダイナと戦う。マグマ光線を連射するがまったく歯が立たず、地中へ逃げようとしたところを尻尾を掴まれ、ハリケーンスウィングで空中に投げ飛ばされたところにソルジェント光線を受けて爆死する。
- 企画段階ではガボラがこの役割で登場する予定だった[40]。
- 尻尾をダイナに掴まれて投げ飛ばされる際の構図は、『帰ってきたウルトラマン』で登場個体がジャックに投げ飛ばされる際の構図と同じである[41]。

## 『ウルトラマンオーブ THE ORIGIN SAGA』に登場するアーストロン
『ウルトラマンオーブ THE ORIGIN SAGA』episode 1「きらぼし 〜煌星〜」、final episode「まほろば 〜新世界〜」に登場。
惑星ザインにおいてサイキが、自らのもとを訪れた王立惑星カノンのシンラに、ベゼルブの持つクグツの力を証明するための見せしめとして、キングゲスラと共にベゼルブの毒牙にかかり、クグツアーストロンと化す。クグツの毒によって目が赤く複眼化し、同じくクグツ化したキングゲスラ共々、ベゼルブを統率するクイーンベゼルブとサイキの意のままに戦い始め、勝利を収める。
その後、地球での最終決戦にもクグツバキシムと共に参加。バキシム共々コスモスによって命の樹の果実を与えられてクグツを解毒された後、宇宙へ返された。

## 『ウルトラマンジード』に登場するアーストロン
『ウルトラマンジード』第5話「あいかた」に登場。
宇宙生物モコ（小珍獣ルナー）に宿ったリトルスターを感知し、これを狙って地中より出現する。モコを保護していた愛崎モアに襲いかかろうとしたところで、駆けつけたウルトラマンジードと交戦する。武器はマグマ光線。
ガスタンクを背にした際には周囲への被害を気にして思うように戦えないジードを動揺させるが、ジードがウルトラマンコスモスのウルトラカプセルを得てアクロスマッシャーに変身した後は形勢が逆転し、その超スピードに翻弄された末にスマッシュムーンヒーリングを受け、戦意を喪失して地中へ帰っていく。
- スーツアクター：横尾和則
- 第5話はコスモスの能力を持つアクロスマッシャーの初登場回であり、同話監督の市野龍一も『コスモス』に参加していたことから、倒されずにおとなしくなるという展開になった[47]。倒れる場面は、かつて市野が参加して横尾がスーツアクターを務めていた『ブースカ! ブースカ!!』のブースカを意識している[48]。

## その他
- 『レッドマン』では、第3話[49]、第4話[50]、第52話[51]、第55話[52]、第56話[53]に登場。使われたスーツはアトラクション用のもの[54]。
- ブルマァクの『怪獣バッテンガー』のCMでは、子供たちにボールを投げる怪獣として登場。
- MISIAのシングル「星のように…」では、プロモーション映像にバルタン星人やベムスターと共にイメージ映像で登場。
- 『ウルトラマンゼロ&オールスターウルトラマン超絶!ウルトラリーグ』（『てれびくん』2011年6月号掲載分）では、怪獣軍団の1体としてウルティメイトフォースゼロを襲うが、テレスドン、ガンQ共々助けに現れたウルトラマンコスモス（エクリプスモード）のエクリプス・ブローショットに敗れる。
- 『ウルトラゾーン』第5話のミニコーナー「怪獣ことわざ」では、「たつ鳥アーストロンを濁さず」ということわざが紹介されている[55]。
- 『ウルトラマンタイガ』第22話では、登場する凶猛怪獣 ギーストロンがアーストロンをベースにデザインされている[56][57]。なお、作中世界でアーストロンの存在は言及されていない。
- 『ウルトラマンZ』第24話では、休眠中の怪獣の1体として記録映像で登場。セレブロに寄生されたナカシマヨウコの操縦する特空機4号 ウルトロイドゼロに吸収され、同機体から変異した殲滅機甲獣 デストルドスの背中に角が生える[58]。なお、本作品にも第11話でギーストロンが登場しているが、アーストロンとの関係は言及されていない。
- 『ウルトラマントリガー NEW GENERATION TIGA』第24話では、メガロゾーアの影響でエタニティコアが暴走して地球の危機が間近に迫ったことを察知し、避難していく姿がモニターに映されている。
- 漫画作品
  - 『かがやけ ウルトラの星』では、怪獣軍団の一員として登場。ガッツ星人に率いられて中部地方に出現し、新マンと戦う。後に他の怪獣と合流してウルトラ兄弟と戦うが、新マンのウルトラダブルを受けて倒される。
  - 『ウルトラマン超闘士激伝』では、ザム星人が率いるエンペラ陸軍の闇闘士となっている。玩具のみで漫画本編には登場していないが、完全版単行本第4巻にてイラストが書き下ろされている。
  - 『ウルトラマンSTORY 0』では、第53話 - 第55話にゴーストロンと共に登場。ガッツ星人の持つ金属に命を吹き込むカプセルによって鉄の像が怪獣化した存在で、両腕が鎌のようになっている。

### 過去の映像を流用しての登場
いずれも映像は『帰ってきたウルトラマン』の流用。
『ウルトラ怪獣大図鑑』
「ツノが弱点な怪獣たち」に登場。
『ウルトラマンボーイのウルころ』
「光線に気をつけろの巻」に登場。